# Pattison (Teksas)
Pattison je grad u američkoj saveznoj državi Teksas. Prema popisu stanovništva iz 2010. u njemu je živjelo 472 stanovnika.